# Kunstmuseum Bonn
Het Kunstmuseum Bonn maakt deel uit van de Museumsmeile in Bonn en toont sinds 1992 voornamelijk werk van de periode na 1945.

## De collectie

### Rheinische Expressionisten en kunst na 1945
De collectie van het museum telt twee zwaartepunten, het Rijnlandse expressionisme en de kunst van na de Tweede Wereldoorlog, met de nadruk op de zestiger, zeventiger en tachtiger jaren en nog enigszins aanvang negentiger jaren. Het accent ligt bij Duitse kunstenaars als Georg Baselitz, Joseph Beuys, Hanne Darboven, Anselm Kiefer, Blinky Palermo, Imi Knoebel en Wolf Vostell, maar dat sluit niet uit dat ook werk van niet-Duitse kunstenaars, zoals van de Franse schilder Robert Delaunay in de August Macke-afdeling en van de Engelse conceptuele kunstenaar Richard Long getoond wordt. Werk van Duitse kunstenaars als Palermo en Beuys wordt geëxposeerd in combinatie met de internationale avant-garde-kunstenaar Lucio Fontana en Jannis Kounellis met Gerhard Merz. 
 Het museum zegt over de eigen collectie:„Es gibt keinen anderen Ort in der Welt an dem deutsche Kunst nach '45 so ausgewählt, so besonders und so prägnant studiert werden kann wie in Bonn.“.

### Collectie grafische- en videokunst
De doelstelling van het museum wordt nog verder verbreed met een collectie Werken op papier. Daartoe behoren onder andere de Multiples van Beuys, boekillustraties van Max Ernst en grafisch werk uit de verzameling Bolliger. Eveneens behoort de Oppenheim-verzameling Videokunst tot de museumcollectie.

### Fotogalerij collectie August Macke in het museum

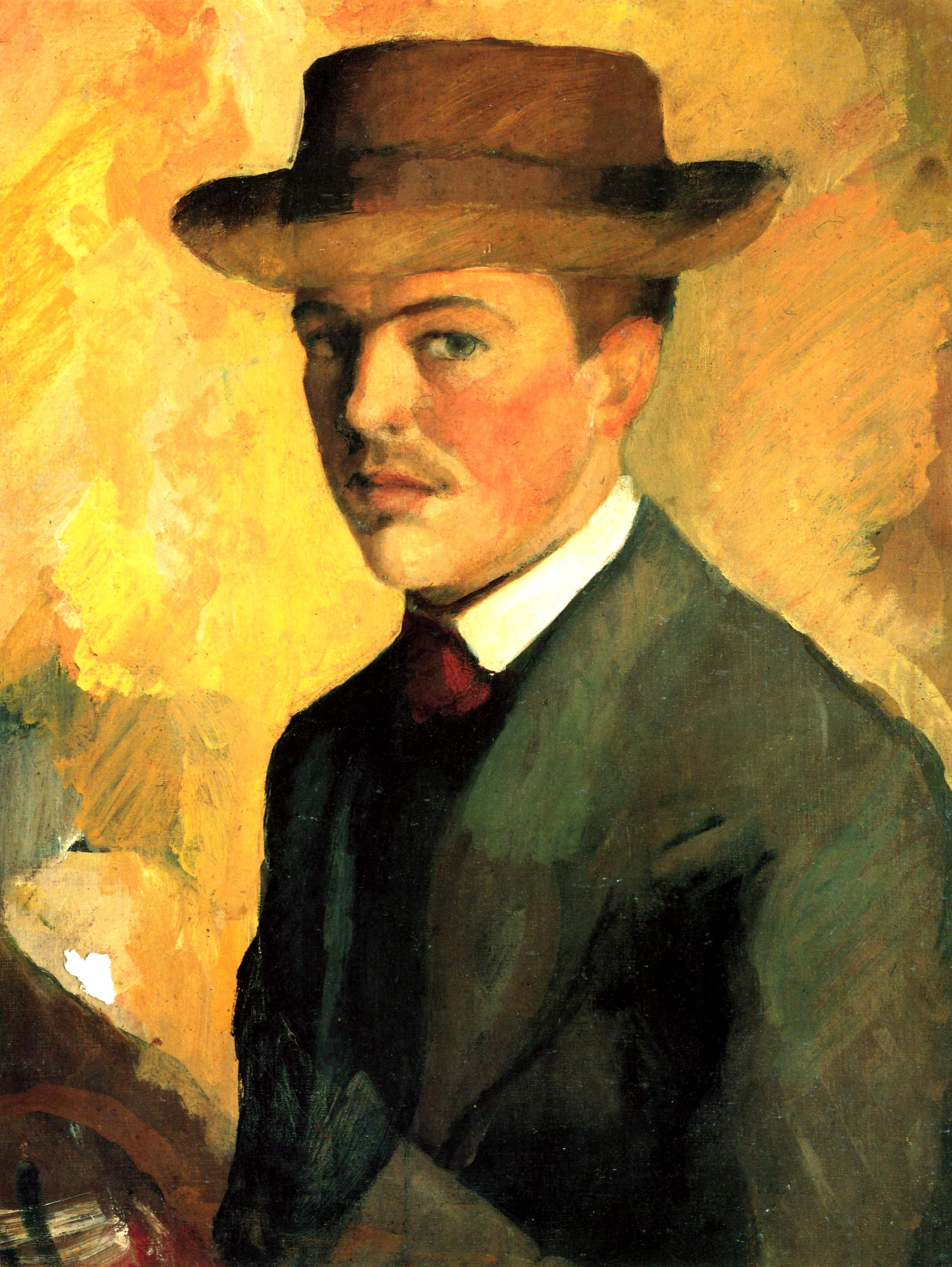
Selbstportrait mit Hut (1909)
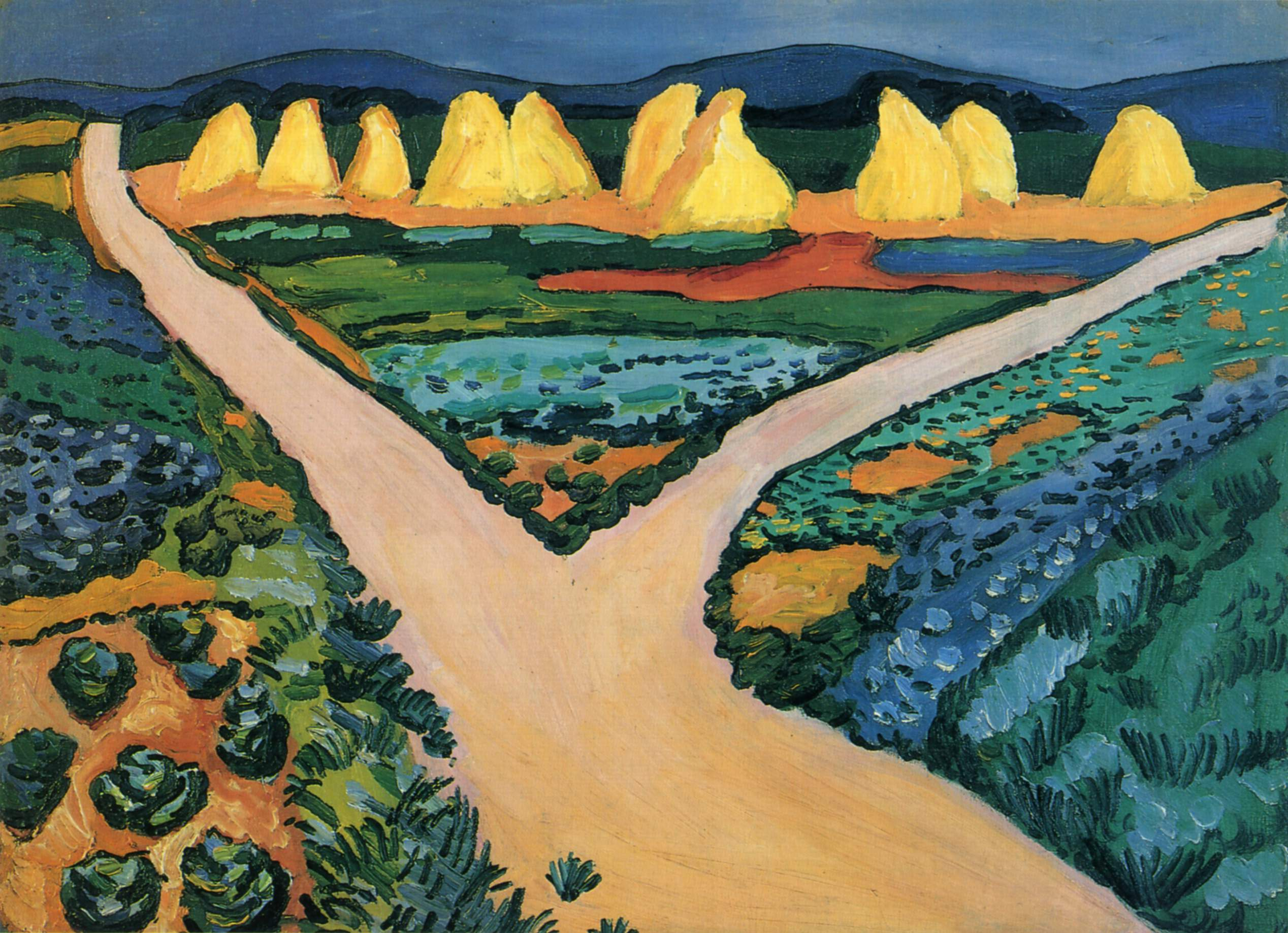
Gemüsefelder (1911)
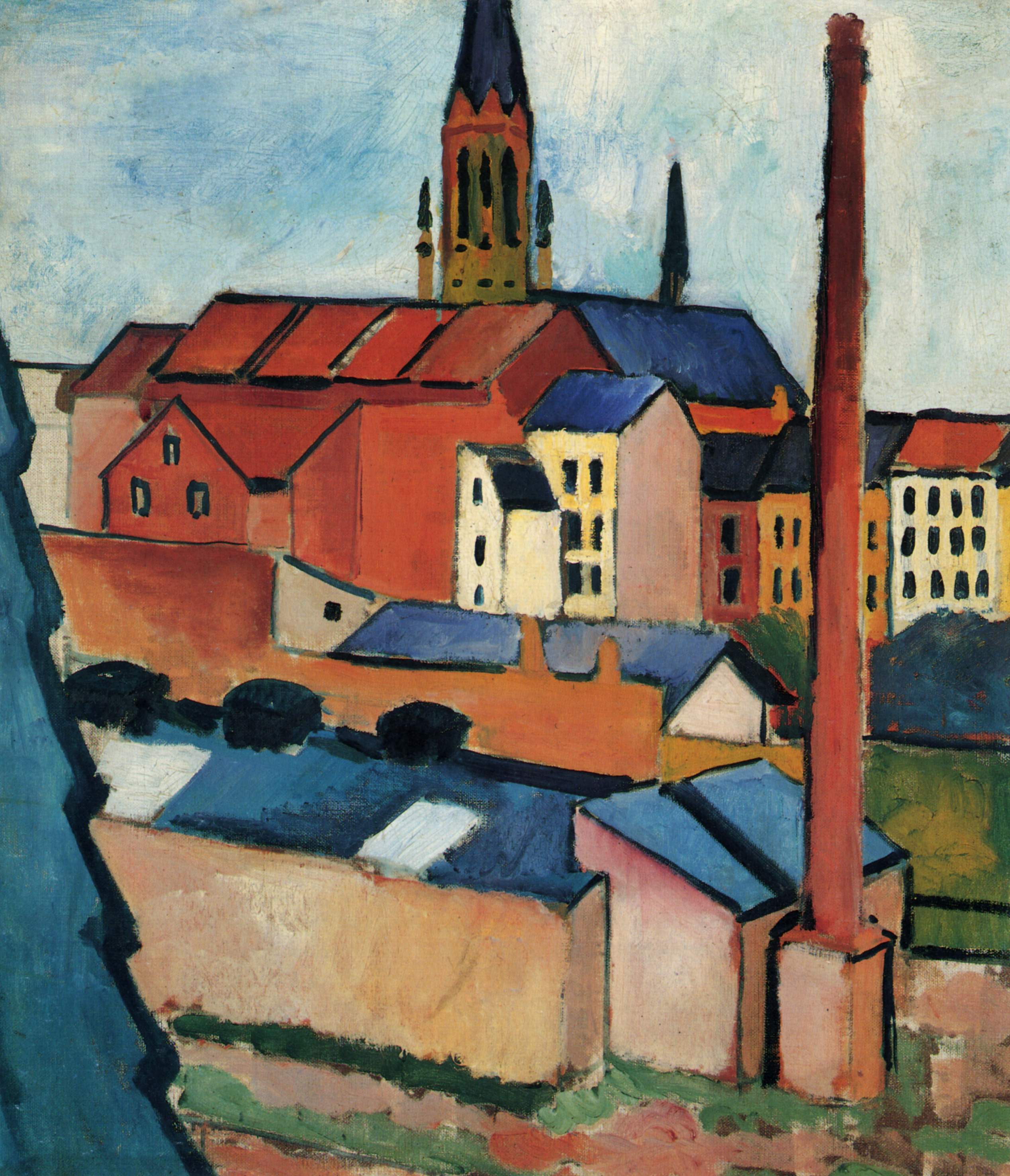
Marienkirche mit Häusern und Schornstein (1911)
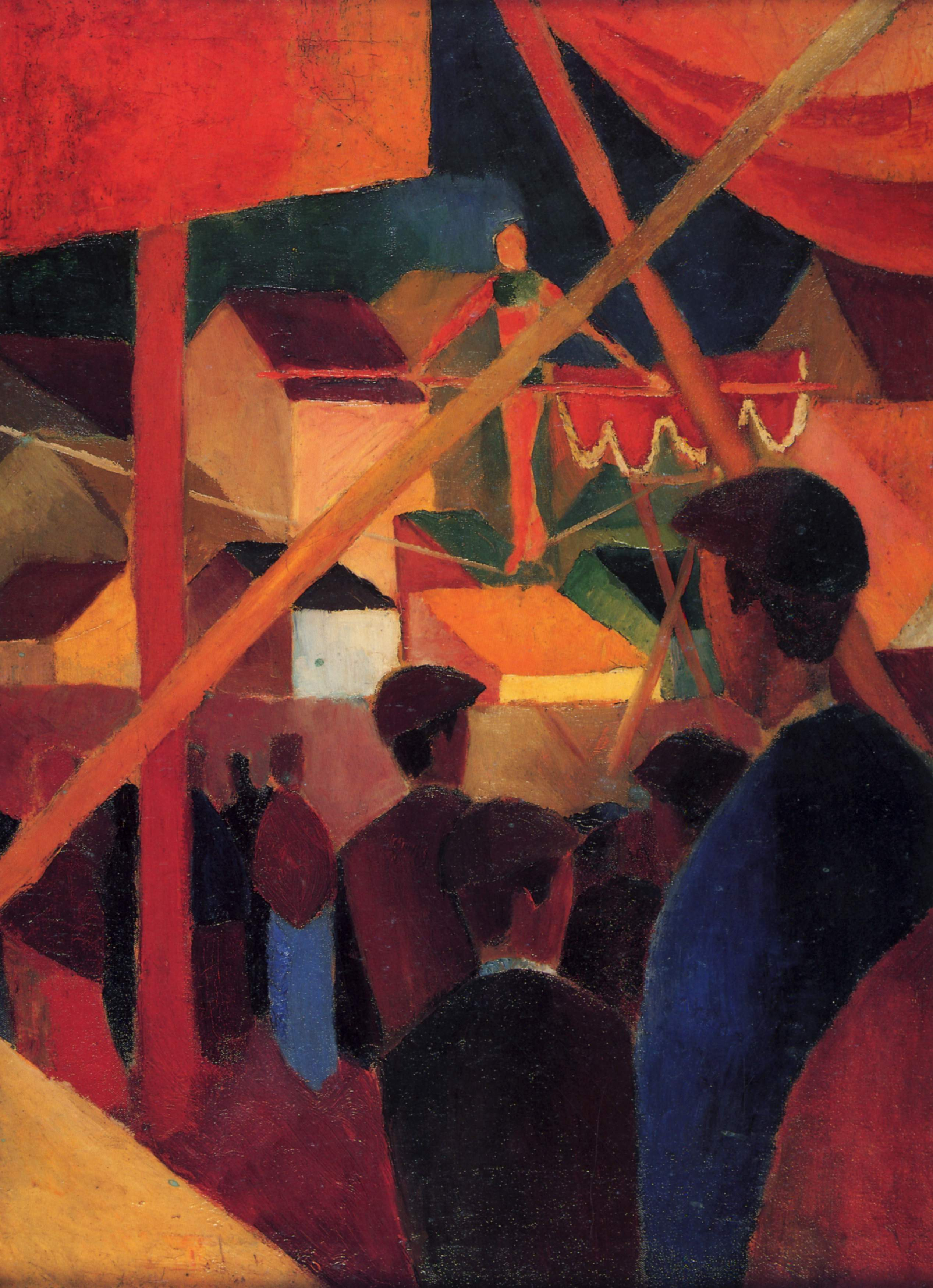
Die Seiltänzerin (1914)

### Fotogalerij beelden uit de collectie

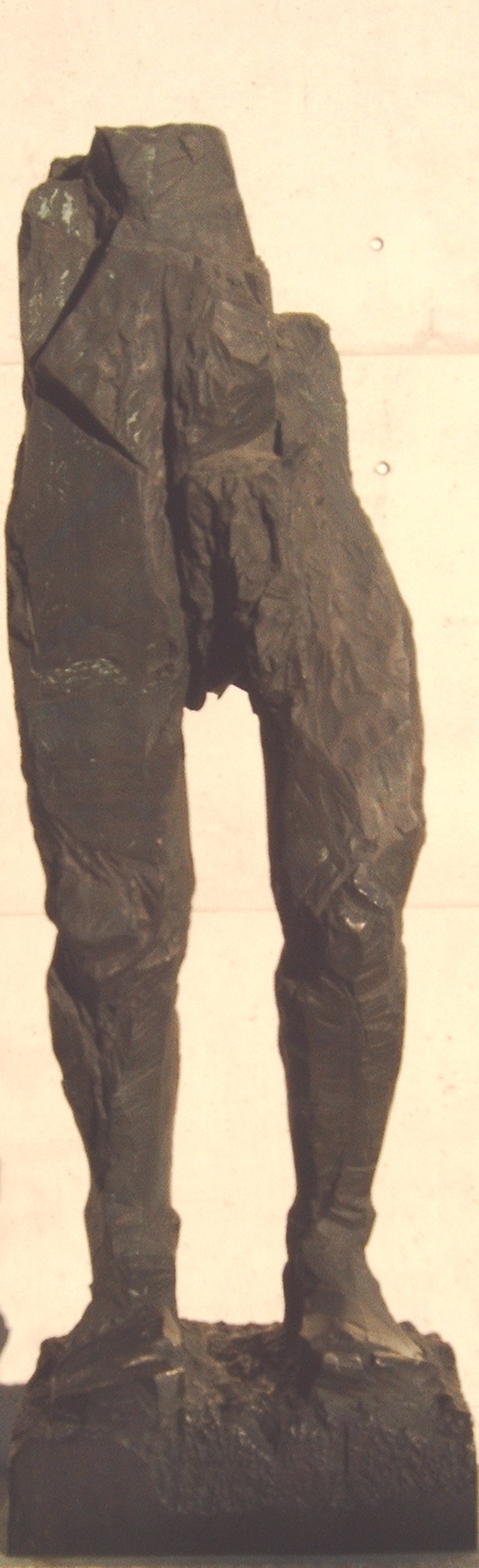
Markus Lüpertz: Spielbein/Standbein (1982)
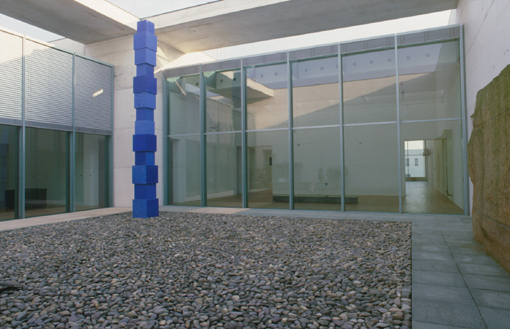
Jürgen Partenheimer, "Weltachse"

## Heroriëntatie
In 2004 moest het museum een 400-tal kunstwerken afstaan die sinds 1972 in bruikleen waren gegeven door de privéverzamelaar Grothe.

In 2007 vond noodgedwongen een heroriëntatie plaats ten aanzien van de permanente collectie. De reden daarvoor was een breuk met het echtpaar Ströher, die de Collectie Grothe, die tot dan toe in het museum te zien was geweest, in 2005 voor 50 miljoen € gekocht had. Tot de collectie behoorden Sigmar Polkes „Entartete Kunst“ en Gotthard Graubners „Assisi-Zyklus“ en buiten het museum geplaatste beeldhouwwerken van Lüpertz en Penck. Op de opengevallen plaatsen in het museum is werk gekomen van jonge Duitse kunstenaars als Thomas Rentmeister, Stefan Eberstadt, Cornel Wachter en Dunja Evers. De toenmalige intendant, Dieter Ronte, verklaarde, dat het museum jonger, spannender en flexibeler zou worden.